# Prima Lega 1981-1982 (calcio)
La Prima Lega 1981-1982, campionato svizzero di terza serie, si concluse con la vittoria del Laufen.

## Regolamento
Scopo del torneo è quello di ottenere tre promozioni e nove retrocessioni.
Torneo svolto in due fasi: la prima fase vede le 56 squadre partecipanti suddivise, con criterio regionale, in quattro gironi composti da 14 squadre ciascuno, in cui le prime due classificate di ogni girone, si affrontano nella fase finale, per stabilire le tre squadre promosse in Lega Nazionale B. Le ultime due squadre classificate di ciascun girone vengono retrocesse direttamente in Seconda Lega. Le ultime terz'ultime partecipano a spareggi per designare la 9ª squadra da retrocedere. La fase finale vede gli spareggi (andata e ritorno) delle otto squadre qualificate sino ad ottenere le tre squadre promosse; con lo stesso criterio si designerà la ultima squadra da retrocedere fra le terz'ultime squadre classificate di ogni girone.

## Girone A

### Classifica finale
|  | Pos. | Squadra          | Pt | G  | V  | N | P  | GF | GS | DR  |
|  | ---- | ---------------- | -- | -- | -- | - | -- | -- | -- | --- |
|  | 1.   | Étoile Carouge   | 38 | 26 | 18 | 2 | 6  | 68 | 31 | +37 |
|  | 2.   | Yverdon          | 36 | 26 | 17 | 2 | 7  | 51 | 32 | +19 |
|  | 3.   | Renens           | 36 | 26 | 15 | 6 | 5  | 48 | 35 | +13 |
|  | 4.   | Martigny         | 30 | 26 | 13 | 4 | 9  | 64 | 45 | +19 |
|  | 5.   | Orbe             | 29 | 26 | 12 | 5 | 9  | 68 | 59 | +9  |
|  | 6.   | Boudry           | 28 | 26 | 12 | 4 | 10 | 44 | 46 | -2  |
|  | 7.   | Leytron          | 26 | 26 | 10 | 6 | 10 | 50 | 56 | -6  |
|  | 8.   | Raron            | 25 | 26 | 9  | 7 | 10 | 31 | 33 | -2  |
|  | 9.   | Montreux-Sports  | 24 | 26 | 10 | 4 | 12 | 40 | 33 | +7  |
|  | 10.  | Stade Nyonnais   | 23 | 26 | 9  | 5 | 12 | 38 | 44 | -6  |
|  | 11.  | Malley           | 21 | 26 | 7  | 7 | 12 | 44 | 58 | -14 |
|  | 12.  | Stade Lausanne   | 19 | 26 | 8  | 3 | 15 | 38 | 61 | -23 |
|  | 13.  | Onex             | 19 | 26 | 7  | 5 | 14 | 26 | 39 | -13 |
|  | 14.  | La Tour-de-Peilz | 10 | 26 | 4  | 2 | 20 | 39 | 77 | -38 |

Legenda:

      Ammessa alla fase finale per la promozione in Lega Nazionale B 1982-1983.

 Agli spareggi per designare la 9ª squadra da retrocedere.

      Retrocessa in Seconda Lega 1982-1983.

Note:
Due punti a vittoria, uno a pareggio, zero a sconfitta.

### Spareggio per la seconda posizione
In seguito alla situazione di paritá, si ricorre ad uno spareggio per stabilire la squadra seconda classificata.
| 26 maggio 1982 | Yverdon | 1 - 0 | Renens | Martigny |
| 26 maggio 1982 |         |       |        | Martigny |

### Spareggio per la retrocessione
In seguito alla situazione di paritá, si ricorre ad uno spareggio per stabilire la squadra da retrocedere.
| 26 maggio 1982 | Stade Lausanne | 5 - 1 | Onex | Nyon |
| 26 maggio 1982 |                |       |      | Nyon |

## Girone B

### Classifica finale
|  | Pos. | Squadra          | Pt | G  | V  | N  | P  | GF | GS | DR  |
|  | ---- | ---------------- | -- | -- | -- | -- | -- | -- | -- | --- |
|  | 1.   | Laufen           | 41 | 26 | 16 | 9  | 1  | 50 | 16 | +34 |
|  | 2.   | Delémont         | 36 | 26 | 15 | 6  | 5  | 57 | 27 | +30 |
|  | 3.   | Burgdorf         | 35 | 26 | 14 | 7  | 5  | 56 | 39 | +17 |
|  | 4.   | Old Boys Basilea | 26 | 26 | 9  | 8  | 9  | 62 | 50 | +12 |
|  | 5.   | Allschwil        | 26 | 26 | 7  | 12 | 7  | 31 | 30 | +1  |
|  | 6.   | Köniz            | 26 | 26 | 10 | 6  | 10 | 34 | 42 | -8  |
|  | 7.   | Superga          | 25 | 26 | 8  | 9  | 9  | 27 | 32 | -5  |
|  | 8.   | Soletta          | 24 | 26 | 10 | 4  | 12 | 38 | 51 | -13 |
|  | 9.   | Boncourt         | 23 | 26 | 8  | 7  | 11 | 41 | 38 | -3  |
|  | 10.  | Fétigny          | 23 | 26 | 8  | 7  | 11 | 32 | 40 | -8  |
|  | 11.  | Birsfelden       | 22 | 26 | 9  | 4  | 13 | 34 | 44 | -10 |
|  | 12.  | Breitenbach      | 21 | 26 | 5  | 11 | 10 | 29 | 35 | -6  |
|  | 13.  | Estavayer-le-Lac | 20 | 26 | 7  | 6  | 13 | 43 | 67 | -24 |
|  | 14.  | Derendingen      | 16 | 26 | 5  | 6  | 15 | 27 | 50 | -23 |

Legenda:

      Ammessa alla fase finale per la promozione in Lega Nazionale B 1982-1983.

 Agli spareggi per designare la 9ª squadra da retrocedere.

      Retrocessa in Seconda Lega 1982-1983.

Note:
Due punti a vittoria, uno a pareggio, zero a sconfitta.

## Girone C

### Classifica finale
|  | Pos. | Squadra       | Pt | G  | V  | N  | P  | GF | GS | DR  |
|  | ---- | ------------- | -- | -- | -- | -- | -- | -- | -- | --- |
|  | 1.   | Baden         | 34 | 26 | 14 | 6  | 6  | 56 | 30 | +26 |
|  | 2.   | SC Zugo       | 34 | 26 | 15 | 4  | 7  | 53 | 28 | +25 |
|  | 3.   | Emmenbrücke   | 33 | 26 | 15 | 3  | 8  | 52 | 33 | +19 |
|  | 4.   | Sursee        | 29 | 26 | 9  | 11 | 6  | 34 | 36 | -2  |
|  | 5.   | Kriens        | 28 | 26 | 11 | 6  | 9  | 44 | 37 | +7  |
|  | 6.   | Emmen         | 28 | 26 | 11 | 6  | 9  | 51 | 48 | +3  |
|  | 7.   | Suhr          | 27 | 26 | 9  | 9  | 8  | 33 | 29 | +4  |
|  | 8.   | FC Zugo       | 26 | 26 | 10 | 6  | 10 | 44 | 38 | +6  |
|  | 9.   | Olten         | 26 | 26 | 9  | 8  | 9  | 44 | 42 | +2  |
|  | 10.  | Oberentfelden | 24 | 26 | 8  | 8  | 10 | 32 | 40 | -8  |
|  | 11.  | Giubiasco     | 21 | 26 | 6  | 9  | 11 | 36 | 41 | -5  |
|  | 12.  | Buochs        | 21 | 26 | 9  | 3  | 14 | 31 | 45 | -14 |
|  | 13.  | Morobbia      | 20 | 26 | 7  | 6  | 13 | 34 | 59 | -25 |
|  | 14.  | Buchs         | 13 | 26 | 4  | 5  | 17 | 26 | 64 | -38 |

Legenda:

      Ammessa alla fase finale per la promozione in Lega Nazionale B 1982-1983.

 Agli spareggi per designare la 9ª squadra da retrocedere.

      Retrocessa in Seconda Lega 1982-1983.

Note:
Due punti a vittoria, uno a pareggio, zero a sconfitta.

## Girone D

### Classifica finale
|  | Pos. | Squadra           | Pt | G  | V  | N  | P  | GF | GS | DR  |
|  | ---- | ----------------- | -- | -- | -- | -- | -- | -- | -- | --- |
|  | 1.   | Sciaffusa         | 36 | 26 | 15 | 6  | 5  | 49 | 21 | +28 |
|  | 2.   | Red Star Zurigo   | 34 | 26 | 13 | 8  | 5  | 52 | 30 | +22 |
|  | 3.   | Rüti              | 34 | 26 | 11 | 12 | 3  | 46 | 30 | +16 |
|  | 4.   | Kreuzlingen       | 30 | 26 | 11 | 8  | 7  | 36 | 31 | +5  |
|  | 5.   | Balzers           | 27 | 26 | 10 | 7  | 9  | 31 | 22 | +9  |
|  | 6.   | Blue Stars Zurigo | 27 | 26 | 12 | 3  | 11 | 31 | 33 | -2  |
|  | 7.   | Turicum           | 25 | 26 | 9  | 7  | 10 | 37 | 36 | +1  |
|  | 8.   | Brüttisellen      | 25 | 26 | 10 | 5  | 11 | 43 | 47 | -2  |
|  | 9.   | Vaduz             | 25 | 26 | 10 | 5  | 11 | 40 | 47 | -7  |
|  | 10.  | Küsnacht          | 23 | 26 | 7  | 9  | 10 | 28 | 36 | -8  |
|  | 11.  | Uzwil             | 20 | 26 | 5  | 10 | 11 | 23 | 39 | -16 |
|  | 12.  | Young Fellows     | 20 | 26 | 9  | 2  | 15 | 38 | 58 | -20 |
|  | 13.  | Gossau            | 19 | 26 | 5  | 9  | 12 | 41 | 51 | -10 |
|  | 14.  | Stäfa             | 19 | 26 | 5  | 9  | 12 | 28 | 42 | -14 |

Legenda:

      Ammessa alla fase finale per la promozione in Lega Nazionale B 1982-1983.

 Agli spareggi per designare la 9ª squadra da retrocedere.

      Retrocessa in Seconda Lega 1982-1983.

Note:
Due punti a vittoria, uno a pareggio, zero a sconfitta.

### Spareggio per la seconda posizione
In seguito alla situazione di paritá, si ricorre ad uno spareggio per stabilire la squadra seconda classificata.
| 26 maggio 1982 | Rüti | 2 - 1(dts) | Red Star Zurigo | Wallisellen |
| 26 maggio 1982 |      |            |                 | Wallisellen |

## Fase Finale
La fase finale stabilisce le tre squadre promosse in Lega Nazionale B.

### Quarti Di Finale
Andata 29 maggio e ritorno 5 giugno.
| Squadra 1 | Totale | Squadra 2      | Andata | Ritorno |
| --------- | ------ | -------------- | ------ | ------- |
| Baden     | 5 - 1  | Yverdon        | 3 - 1  | 2 - 0   |
| Rüti      | 4 - 3  | Étoile Carouge | 0 - 0  | 4 - 3   |
| Sciaffusa | 1 - 1  | Delémont       | 1 - 1  | 0 - 0   |
| SC Zugo   | 1 - 1  | Laufen         | 1 - 1  | 0 - 0   |

### Semifinali
Andata 12 giugno e ritorno 19 giugno.
| Squadra 1 | Totale | Squadra 2 | Andata | Ritorno |
| --------- | ------ | --------- | ------ | ------- |
| Baden     | 1 - 1  | Rüti      | 1 - 0  | 0 - 1   |
| Laufen    | 3 - 1  | Delémont  | 3 - 1  | 0 - 0   |

### Spareggio
Giocato a Oberglatt
| Squadra 1      | Risultato | Squadra 2 |
| -------------- | --------- | --------- |
| 22 giugno 1982 |           |           |
| Rüti           | 1 - 0     | Baden     |

### Finali 3ª posizione
Andata 27 giugno e ritorno 29 giugno.
| Squadra 1 | Totale | Squadra 2 | Andata | Ritorno |
| --------- | ------ | --------- | ------ | ------- |
| Rüti      | 4 - 2  | Delémont  | 3 - 1  | 1 - 1   |

### Finale
Giocato a Laufen
| Squadra 1      | Risultato | Squadra 2 |
| -------------- | --------- | --------- |
| 27 giugno 1982 |           |           |
| Laufen         | 3 - 1     | Baden     |

## Verdetti Finali
- FC Laufen vincitore del torneo.
- FC Laufen,  FC Baden e  FC Rüti promosse in Lega Nazionale B
- FC Onex, CS La Tour-de-Peilz, FC Estavayer-le-Lac, SC Derendingen, FC Morobbia Giubiasco, FC Buchs, FC Gossau e FC Stäfa retrocesse in Seconda Lega.